# آلن گلاور
آلن گلاور (انگلیسی: Allan Glover؛ زادهٔ ۲۱ اکتبر ۱۹۵۰) بازیکن فوتبال اهل بریتانیا است.
از باشگاه‌هایی که در آن بازی کرده‌است می‌توان به باشگاه فوتبال وست برومویچ آلبیون، باشگاه فوتبال کویینز پارک رنجرز، باشگاه فوتبال ساوتند یونایتد، باشگاه فوتبال استاینز تاون، باشگاه فوتبال برنتفورد، و باشگاه فوتبال لیتون اورینت اشاره کرد.